# Серахта (нижний приток Костромы)
Это статья о реке Серахта, нижнем притоке Костромы. Статью о Серахте, верхнем притоке Костромы см. здесь
Серахта — река в России, протекает в Солигаличском районе Костромской области. Устье реки находится в 218 км по правому берегу реки Кострома. Длина реки составляет 11 км.
Исток реки в лесном массиве в 31 км к юго-западу от Солигалича. Река течёт по ненаселённому лесу на юго-запад.

## Данные водного реестра
По данным государственного водного реестра России относится к Верхневолжскому бассейновому округу, водохозяйственный участок реки — Кострома от истока до водомерного поста у деревни Исады, речной подбассейн реки — Волга ниже Рыбинского водохранилища до впадения Оки. Речной бассейн реки — (Верхняя) Волга до Куйбышевского водохранилища (без бассейна Оки).
По данным геоинформационной системы водохозяйственного районирования территории РФ, подготовленной Федеральным агентством водных ресурсов:
- Код водного объекта в государственном водном реестре — 08010300112210000011939
- Код по гидрологической изученности (ГИ) — 110001193
- Код бассейна — 08.01.03.001
- Номер тома по ГИ — 10
- Выпуск по ГИ — 0